# Takefumi Toma
Takefumi Toma (當間 建文 Tōma Takefumi?, nacido el 21 de marzo de 1989 en Naha, Okinawa) es un futbolista japonés que se desempeña como defensa en el FC Gifu de la J2 League.

## Trayectoria

### Clubes
| Club                | País  | Año         |
| ------------------- | ----- | ----------- |
| Kashima Antlers     | Japón | 2007 - 2011 |
| Tochigi SC          | Japón | 2012 - 2013 |
| Montedio Yamagata   | Japón | 2014 - 2015 |
| Matsumoto Yamaga FC | Japón | 2016 -      |
| FC Gifu (cedido)    | Japón | 2019 -      |

## Estadística de carrera

### J. League
| Club                | Año   | J. League | J. League | Copa J. League | Copa J. League | Total | Total |
| Club                | Año   | Part.     | Goles     | Part.          | Goles          | Part. | Goles |
| ------------------- | ----- | --------- | --------- | -------------- | -------------- | ----- | ----- |
| Kashima Antlers     | 2007  | 0         | 0         | 0              | 0              | 0     | 0     |
| Kashima Antlers     | 2008  | 0         | 0         | 0              | 0              | 0     | 0     |
| Kashima Antlers     | 2009  | 0         | 0         | 0              | 0              | 0     | 0     |
| Kashima Antlers     | 2010  | 1         | 0         | 0              | 0              | 1     | 0     |
| Kashima Antlers     | 2011  | 2         | 0         | 0              | 0              | 2     | 0     |
| Tochigi SC          | 2012  | 29        | 2         | -              | -              | 29    | 2     |
| Tochigi SC          | 2013  | 30        | 1         | -              | -              | 30    | 1     |
| Montedio Yamagata   | 2014  | 27        | 3         | -              | -              | 27    | 3     |
| Montedio Yamagata   | 2015  | 22        | 0         | 2              | 2              | 24    | 2     |
| Matsumoto Yamaga FC | 2016  | 25        | 1         | -              | -              | 25    | 1     |
| Matsumoto Yamaga FC | 2017  | 20        | 1         | -              | -              | 20    | 1     |
| Total               | Total | 156       | 8         | 2              | 2              | 158   | 10    |